# Snapshot (Satellit)
Snapshot (militärische Bezeichnung OPS 4682) ist ein am 4. April 1965 gestarteter experimenteller Technologiesatellit der United States Air Force, der die Erprobung eines Kernreaktors als Energiequelle für Satelliten zum Ziel hatte. Der an Bord befindliche Reaktor SNAP-10A war der erste Nuklearreaktor im Weltraum. Ebenfalls gelangte mit dieser Mission das erste amerikanische Ionentriebwerk in eine Erdumlaufbahn.

## Entwicklung
Die Entwicklung eines weltraumtauglichen, kompakten Atomreaktors erfolgte im Rahmen des Systems for Nuclear Auxiliary Power Program (SNAP) der U.S. Atomic Energy Commission. In diesem Programm wurden neben Atomreaktoren auch Radionuklidbatterien entwickelt. SNAP-Modelle mit gerader Seriennummer waren Reaktoren und solche mit ungerader Nummer waren Radionuklidbatterien.
Hauptauftragnehmer für die Reaktorentwicklung war Atomics International, damals eine Abteilung von North American Aviation. Die Entwicklung der Systeme und die Reaktortests fanden in speziellen Einrichtungen im Santa Susana Field Laboratory in Ventura County in Kalifornien statt.
Die Firma hatte bereits zuvor im SNAP-Programm experimentelle Kompaktreaktoren gebaut und getestet – darunter die SNAP Experimental Reactor (SER), SNAP-2, SNAP-8 Developmental Reactor (SNAP8-DR) and SNAP-8 Experimental Reactor (SNAP-8ER) Versionen. Diese waren jedoch rein experimentell und noch nicht für eine Anwendung auf einem Satelliten geeignet. Außerdem baute Atomics International mit dem Sodium Reactor Experiment das erste Kernkraftwerk, das Strom in das öffentliche Elektrizitätsnetz lieferte.
Neben der Entwicklung des weltraumtauglichen Reaktors selbst war es auch erforderlich, neue Sicherheitsrichtlinien für den Umgang mit einem solchen Gerät zu erarbeiten. Dies erfolgte im Rahmen des Aerospace Nuclear Safety Program, das die Gefahren im Zusammenhang mit dem Bau, dem Start, des Betriebs und der Entsorgung der SNAP-Systeme untersuchte. Die Verantwortung für die Sicherheit lag bei Atomics International, während die Sandia National Laboratories eine unabhängige Prüfung und verschiedene Tests durchführten. Bevor der Start erlaubt wurde, musste nach diesen Richtlinien nachgewiesen werden, dass unter keinen Umständen eine ernste Gefahr von dem Reaktor ausgehen konnte.

## Aufbau

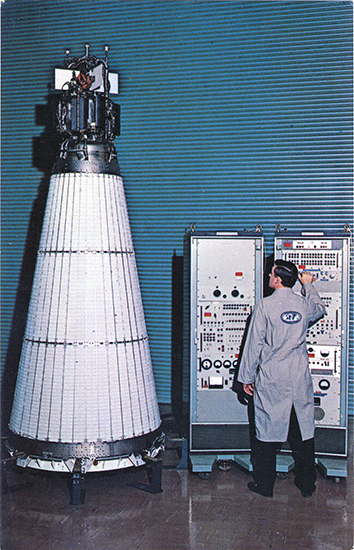
SNAP-10A Reaktor

Der Satellit Snapshot besteht aus dem SNAP-10A-Reaktor, der fest mit der Agena-Oberstufe der Startrakete verbunden ist. Die Agena-Stufe übernahm für den Satelliten nach dem Einschuss in die Erdumlaufbahn die Lageregelung, so dass die Nutzlast keine eigenen Systeme dafür benötigt.

### Reaktor
Der SNAP-10A-Reaktor bestand aus drei Hauptkomponenten:
- einem kompakten Reaktor
- einem steuerbaren Neutronenreflektor
- einem Wärmeübertragungs- und Energieumwandlungssystem

Der Reaktorkern hatte bei einer Höhe von 39,62 cm und einer Breite von 22,40 cm eine Masse von 290 kg. Er enthielt 37 Brennstäbe aus Uran-Zirkonium-Hydrid (UZrH), das sowohl mit angereichertem Uran-235 (235U) als Kernbrennmaterial als auch als Moderator diente. Die thermische Leistung des Reaktors betrug 30 kW.
Zum Erreichen der Kritikalität sowie zur Steuerung der Leistung des Reaktors waren Neutronenreflektoren aus Beryllium um den Reaktorkern angeordnet. Teilweise waren diese Reflektoren in fester Position montiert, aber vier halbzylinderförmige Berylliummassen waren drehbar gelagert, so dass die Menge der reflektierten Neutronen durch Drehung der Reflektoren verändert werden konnte. Beim Start befanden sich die Reflektoren in einer offenen Position, so dass die Anordnung unterkritisch war. Erst in der Umlaufbahn drehten sich die Steuerreflektoren in eine Stellung, die den Reaktorkern in die Kritikalität versetzte.
Aus Sicherheitsgründen konnten die Reflektoren vom Reaktorkern abgetrennt werden, um diesen in einen dauerhaft unterkritischen Zustand zu versetzen. Dazu wurde mittels eines Sprengbolzens ein Halteband durchtrennt und die Reflektorelemente durch Federn abgestoßen. Ohne die Anwesenheit der Reflektoren kann der Reaktorkern keine Kettenreaktionen mehr aufrechterhalten.
|  | Aufbau des Reaktors: A = Temperaturschalter B = Kühlmittel-(NaK)-Auslassleitung C = Befestigungsband des Neutronenreflektors D = Steuerungstrommel E = Abtrennfedern des Neutronenreflektors F = Abschirmung G = Kühlmittel-(NaK)-Einlassleitung H = Brennstäbe I = Positionssensor der Steuerungstrommel J = Beryllium-Neutronenreflektor K = Antrieb der Steuerungstrommeln L = Thermoelektrische Pumpe |

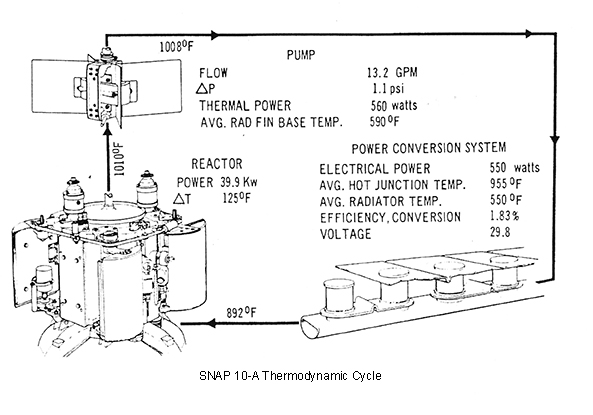
Schema des Kühlmittelkreislaufs des Reaktorsystems (englisch)

Als Kühlmittel diente eine eutektische Legierung aus Natrium und Kalium, die mittels einer thermoelektrischen Pumpe durch den Reaktorkern gepumpt wurde. Die heiße Flüssigkeit wurde durch Röhren in der konischen Struktur unterhalb des Reaktors geleitet, wo die Wärme über Thermoelemente an Radiatoren abgegeben wurde. Durch das Temperaturgefälle zwischen den heißen Kühlmittelleitungen und dem Weltraum wurde in den Thermoelementen eine Spannung erzeugt. Die Ausgangsleistung der Thermoelemente betrug 0,5 kW.

### Ionenantrieb
Als sekundäres Experiment befand sich auf dem Satelliten ein Caesium-Ionenantrieb, dessen Energieversorgung durch den im Reaktor erzeugten Strom erfolgte. Das Ionentriebwerk war das erste Exemplar eines elektrischen Antriebs, das im Orbit getestet werden sollte.
Die Stromversorgung des Ionentriebwerks lieferte aus einer Batterie eine Spannung von 4500 V bei einer Stromstärke von 80 mA für einen Zeitraum von einer Stunde. Danach musste die Batterie durch den SNAP-10A Reaktor über 15 Stunden wieder aufgeladen werden, wofür 0,1 kW benötigt wurden. Als Reaktionsmasse des Triebwerks diente ionisiertes Caesium, das elektrisch beschleunigt wurde. Der Neutralisator des Triebwerks bestand aus einem mit Bariumoxid beschichteten Drahtgitter. Das Triebwerk erreichte einen Schub von 8,5 mN.

## Missionsbeschreibung

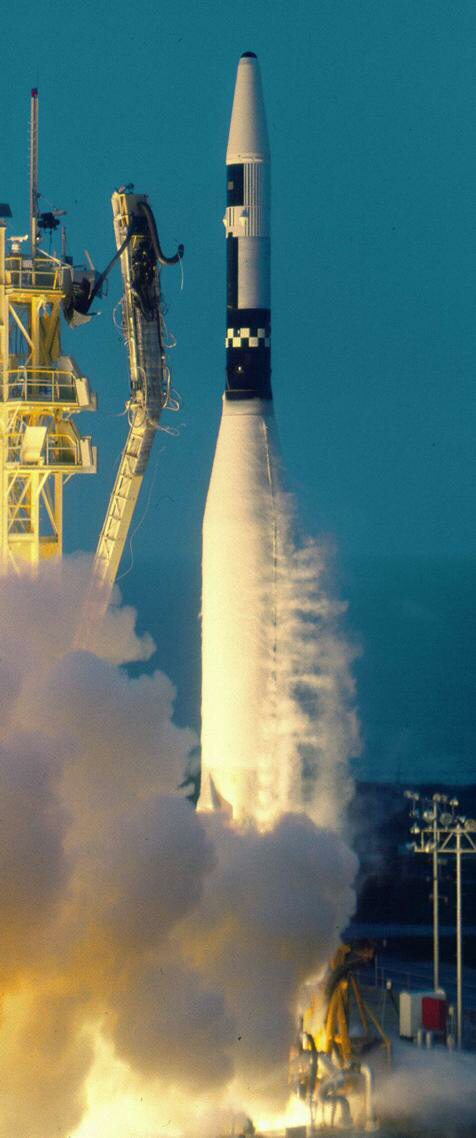
Start von Snapshot auf einer Atlas-Agena-D-Rakete

Snapshot startete am 4. April 1965 auf einer Atlas-SLV3-Agena-D-Rakete von der Vandenberg Air Force Base in eine niedrige polare Umlaufbahn. Mit an Bord war zusätzlich eine kleine Sekundärnutzlast, der geodätische Satellit SECOR 4, der nach Erreichen der Erdumlaufbahn abgetrennt wurde. Snapshot selbst war mit der Agena-Stufe integriert und blieb somit absichtlich mit der Raketenstufe verbunden. Snapshot erreichte erfolgreich eine Umlaufbahn mit einem Apogäum von 1325 km, einem Perigäum von 1279 km und einer Bahnneigung von 90,2°.
Das Ionentriebwerk musste bereits nach nur einer Stunde Betrieb dauerhaft abgeschaltet werden, da es zu zahlreichen Spannungsüberschlägen kam, die das Lageregelungssystem des Satelliten massiv störten.
Nach 43 Tagen im Orbit versagte ein Spannungsregler der Satellitenelektronik und führte so zu einer Abschaltung des Reaktors, was das Ende der Snapshot-Mission bedeutete.
Auch wenn die prinzipielle Tauglichkeit eines Kernreaktors zur Energieversorgung eines Satelliten demonstriert wurde, so war das Missionsziel, den Reaktor über mindestens ein Jahr zu betreiben, damit gescheitert. Die Erprobung des Ionentriebwerks war ebenfalls ein Fehlschlag.

## Nachwirkungen
Die Umlaufbahn von Snapshot weist eine Höhe von 1300 km auf, so dass der Satellit etwa 4000 Jahre im Orbit bleiben wird. Damit ist eine kurzfristige Gefährdung durch den Wiedereintritt des radioaktiven Reaktors nicht gegeben.
Im November 1979 konnte beobachtet werden, dass sich etwa 50 Objekte vom Satelliten Snapshot gelöst hatten. Die Ursache dafür ist unbekannt, jedoch kann eine Kollision mit Weltraummüll nicht ausgeschlossen werden. Möglicherweise wurde dabei auch radioaktives Material freigesetzt.
Ein Kernreaktor wurde hier als Energieversorgung von den USA erst- und letztmals eingesetzt. Die Sowjetunion setzte Reaktoren noch bis 1988 bei zahlreichen Satelliten im Rahmen des RORSAT-Programms ein, wobei es zu mehreren Zwischenfällen kam, bei denen radioaktive Substanzen in die Umwelt freigesetzt wurden. Kernreaktoren spielen sowohl in der zivilen wie auch militärischen Raumfahrt der USA keine praktische Rolle mehr, auch wenn weitere, nicht realisierte Projekte mit dieser Energiequelle erwogen wurden. Kernenergie spielt jedoch als Energielieferant für Raumsonden ins äußere Sonnensystem jenseits der Jupiterbahn und in Jupiters Solarzellen zerstörenden Strahlungsgürteln weiterhin eine wichtige Rolle, beispielsweise in Form der Radionuklidbatterie oder des Radionuklid-Heizelements, da dort die Sonneneinstrahlung für photovoltaische Energieversorgung zu gering ist, bzw. nicht möglich. Für Erdsatelliten und viele Raumsonden sind Solarzellen dagegen eine risikofrei einzusetzende, wirtschaftliche und zuverlässige Technik.